# Andra slaget vid Moss
Andra slaget vid Moss var ett fältslag under Karl XII:s norska fälttåg 1716 under det stora nordiska kriget. Den norska erövringen av Moss slutförde den norska planen på att fånga den svenska armén på omkring 6 000 män i och omkring Kristiania (nuvarande Oslo). Förlusten av Moss tvingade svenskarna att tåga ut ur Kristiania en vecka senare.